# Catholicisme au Luxembourg
Le catholicisme est la confession religieuse comptant le plus de membres au Luxembourg. Au 31 décembre 2014, l'archevêché comptait 416 000 catholiques, soit 73 % de la population. Il y avait 140 prêtres diocésains et 55 prêtres religieux, ainsi que 354 sœurs et 66 frères religieux. 